# Феофил (Шаронин)
Монах Феофил (в миру Феодор Шаронин; ум. 31 января 1868) — монах, блаженный, местночтимый святой Украинской Православной Церкви.

## Биография
Родом из мещан города Севска Орловской губернии.
Подвизался в Святогорском монастыре, где нес послушание в монастырской кузнице. Не приступал ни к какому делу без благословения мантийного монаха Дорофея (Жилы), который заведовал кузницей.
Нес подвиг юродства, тайно был пострижен в мантию с именем Феофила.
Перед смертью долго болел ногами, из-за чего почти год пролежал в монастырской больнице. Через время стал поправляться и ходить. 30 января 1868 года, после правила в больничной церкви, необычно раскланялся и попрощался с братией, после чего ушел умирать в лес. Его тело обнаружили в двух верстах от больницы под сосной.

## Канонизация
8 мая 2008 года Определением Священного Синода Украинской Православной Церкви принято решение о местной канонизации подвижника в Донецкой епархии, в Соборе Святогорских святых (день памяти — 11 (24) сентября).
Чин прославления подвижника состоялся во время визита в Святогорскую лавру 12 июля 2008 года Предстоятеля Украинской Православной Церкви Блаженнейшего Митрополита Киевского и всея Украины Владимира, в Свято-Успенском соборе лавры.